# Mahonia paniculata
Mahonia paniculata là một loài thực vật có hoa trong họ Hoàng mộc. Loài này được Oerst. mô tả khoa học đầu tiên năm 1856.